# Skulpturengarten Funnix

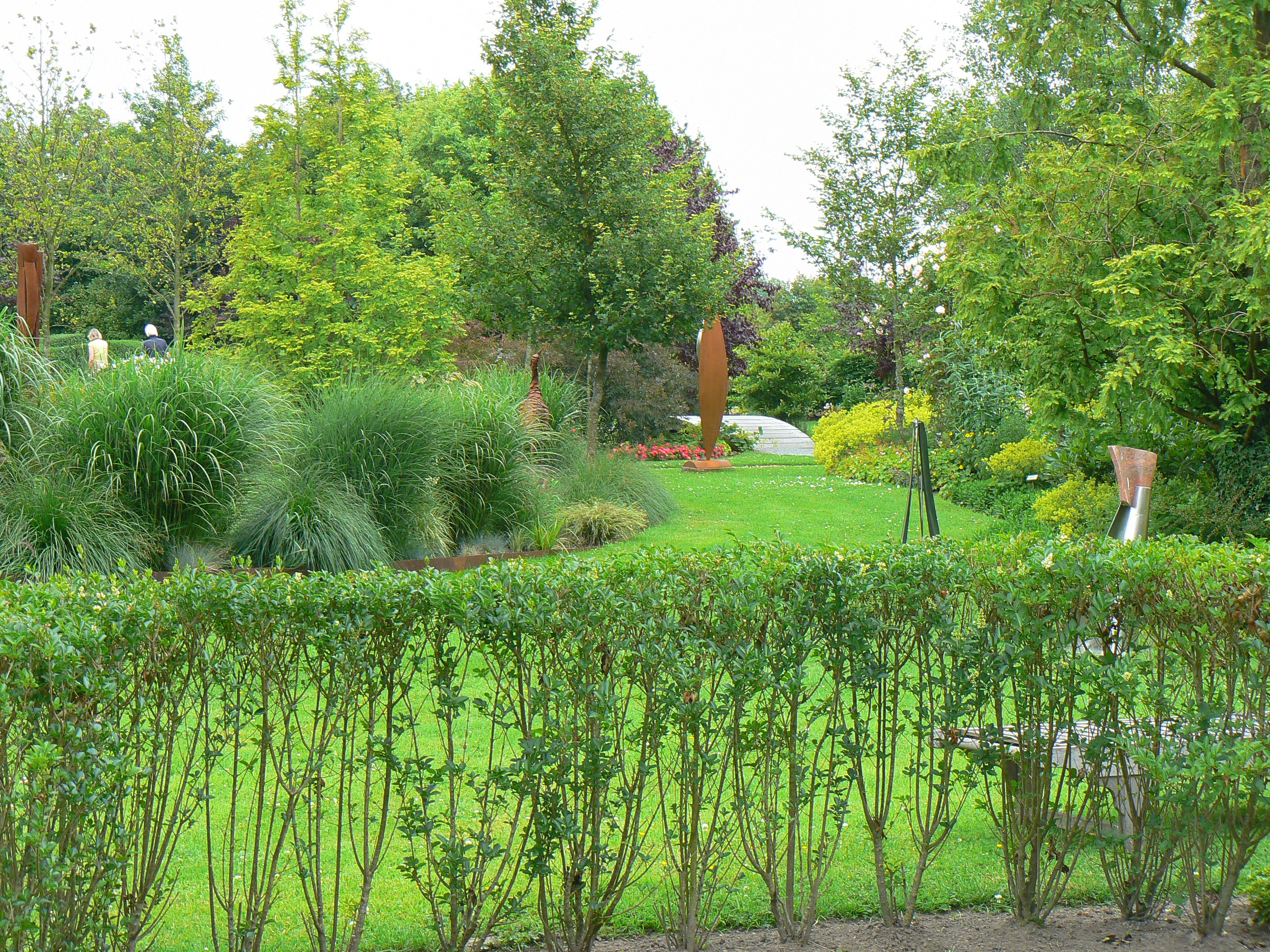
Skulpturengarten Funnix

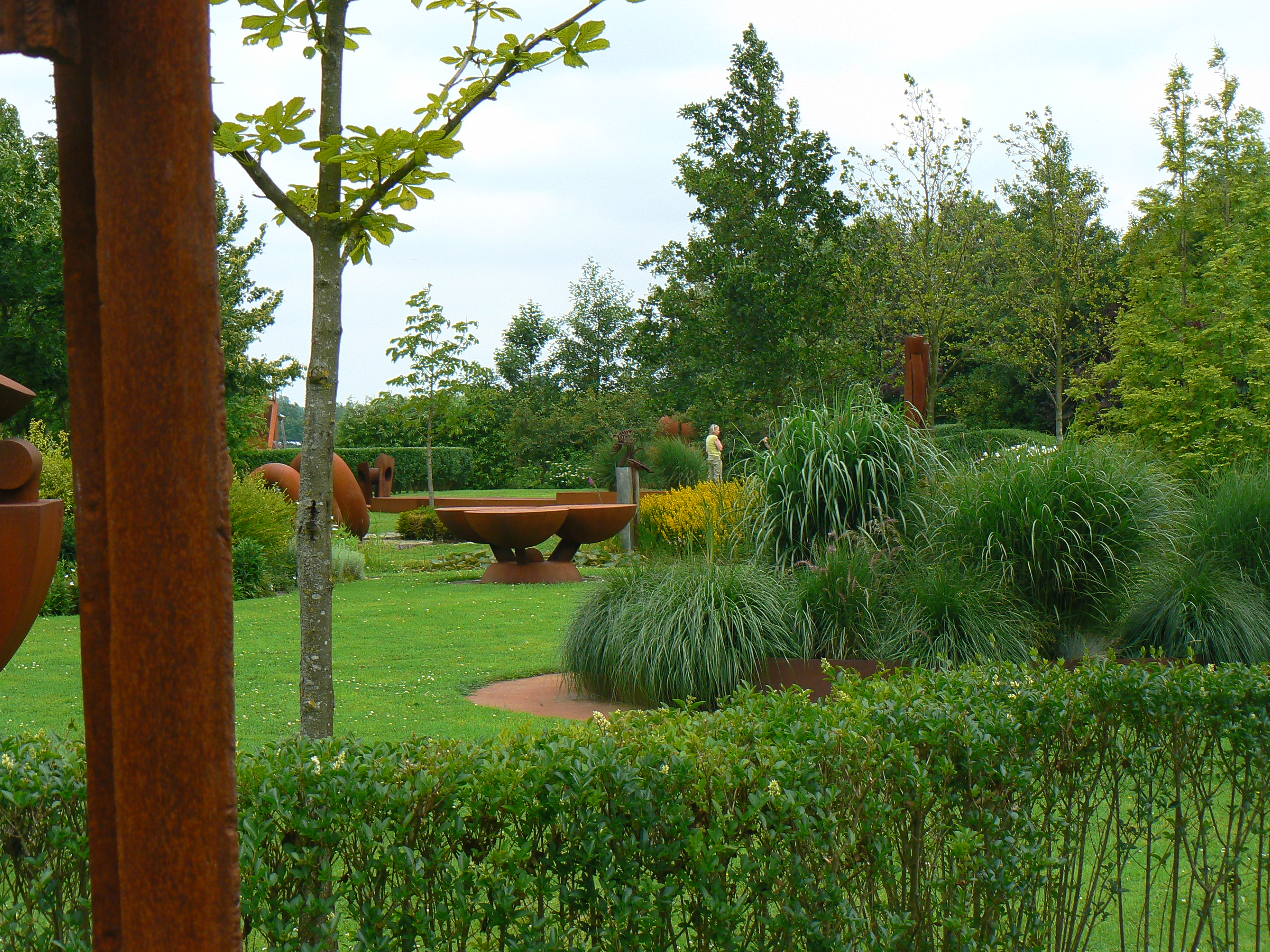
overzicht

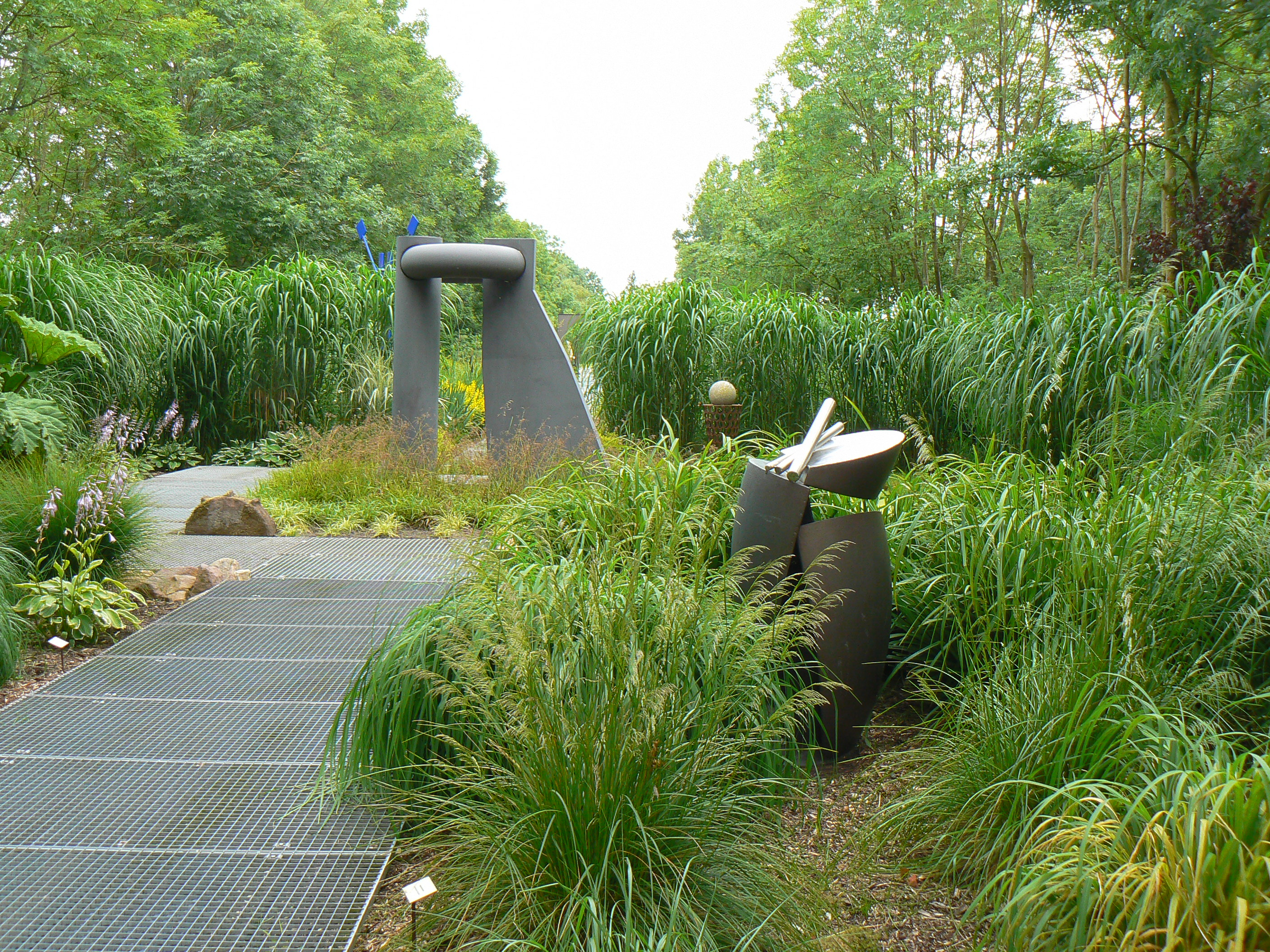
entree-gedeelte

Skulpturengarten Funnix is een beeldenpark in Funnix (gemeente Wittmund) in Ostfriesland, Duitsland.

## Geschiedenis
Het beeldenpark is ontstaan uit de privéverzameling van de Duitse beeldhouwer Leonard Wübbena, welke collectie in 2006 werd aangevuld met beeldhouwwerken van bevriende beeldhouwers. De zo ontstane Sammlung Wübbena kreeg een plaats in de tuin van de kunstenaar, die in 2007 werd uitgebreid tot een hectare.
In 2007 werd de Skulpturengarten Funnix voor het publiek opengesteld. Naast de permanente collectie worden ook werken in langdurige bruikleen van diverse kunstenaars getoond. Voorts worden ieder jaar enkele kunstenaars uitgenodigd voor een wisseltentoonstelling.
De Skulpturengarten Funnix neemt deel aan de door de Kunsthalle Emden jaarlijks georganiseerde Garten Eden Ostfriesland.

## Sammlung Wübbena
- Jörg Bochow: Balance
- Klaus Duschat: Tanzgabel (1989)
- Andreas Freyer: Blütenstück (2003), Afrika (2004), Weisses (2005)
- Michael Hischer: WV 133 (kinetische sculptuur)
- David Lee Thompson: In the Eye of the Hurricane - call me the breeze if you please (1990), Signs of the times (1999), Fruit Loop (1982/2008), rattle-trap-clap (1983/2008)
- Cornelia Weihe: Stehende (2000)
- Leonard Wübbena: circa 30 werken uit de periode 1986 tot heden

## Werken in bruikleen
Bruiklenen zijn van de kunstenaars Herbert Nouwens, Ronald Westerhuis, Egbert Hanning en Michael Hischer

## Wisseltentoonstellingen
- 2007 : Lia Versteege, Auke Wassenaar en Johan de Vries (glasblazer) uit Nederland; Andreas Freyer, Michael Hischer en Marina Schreiber uit Duitsland
- 2008 : Herbert Nouwens en Ronald Westerhuis uit Nederland; David Lee Thompson uit de Verenigde Staten; Sigfried Haas, Maren Roloff en Pomona Zipser uit Duitsland
- 2009 : Egbert Hanning en André van der Linden uit Nederland; Elzbieta Grosseová en Stanislava Kavanová uit Tsjechië; Irene Wieland en Stefan Pietryga uit Duitsland
- 2010 : Edith Benedictus en Henk Slomp uit Nederland; Gudrun Sailer en Susanne Specht uit Duitsland
- 2011 : Herman Bartels en Henk Slomp uit Nederland; Anna Arnskötter en Ines Büsing uit Duitsland
- 2012 : John Deckers, Frank Dorseif, Mario Kusel, Charlotte Szukala, Elke Wagner en Auke Wassenaar

## Fotogalerij

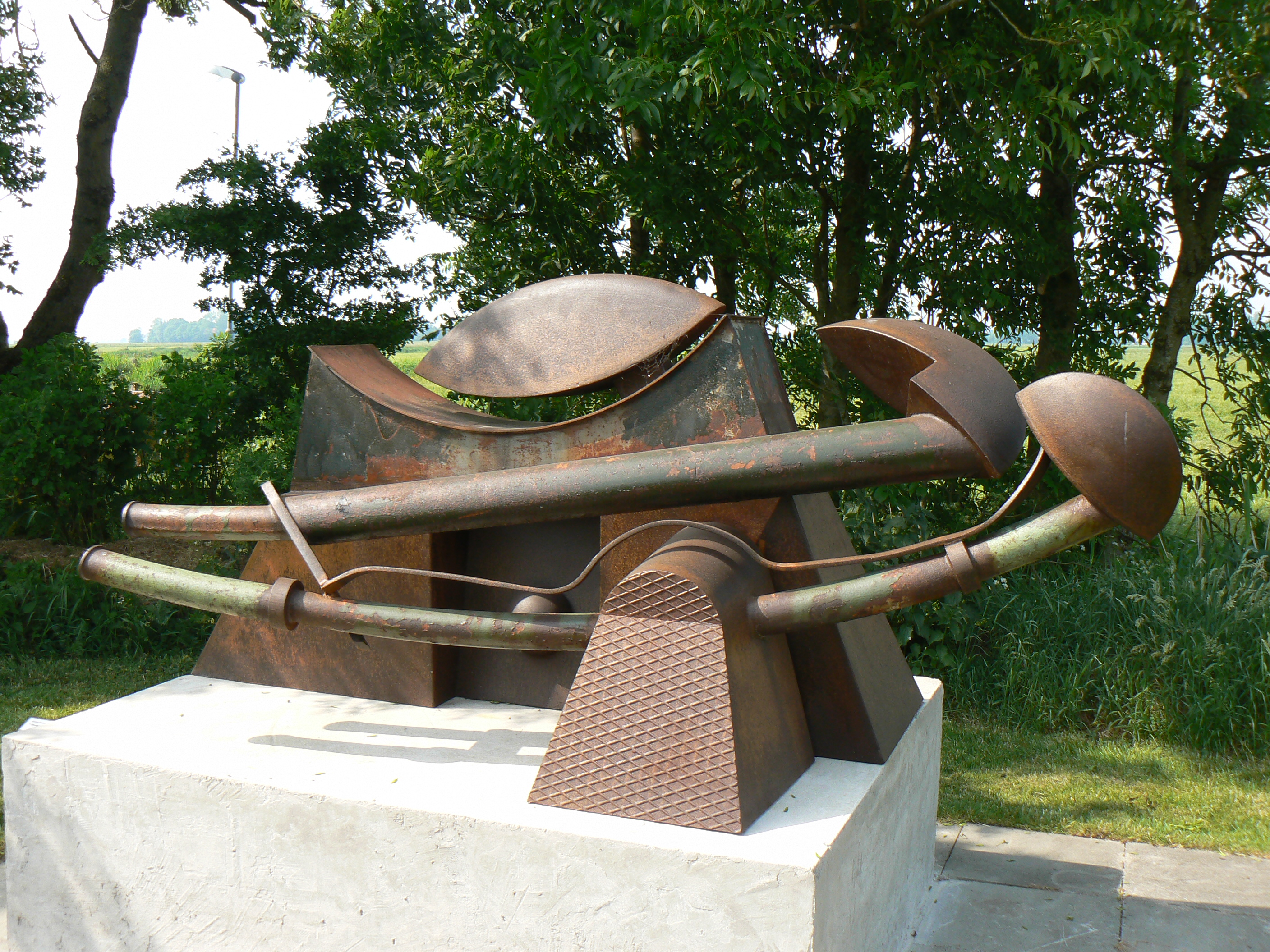
Tanzgabel van Klaus Duschat
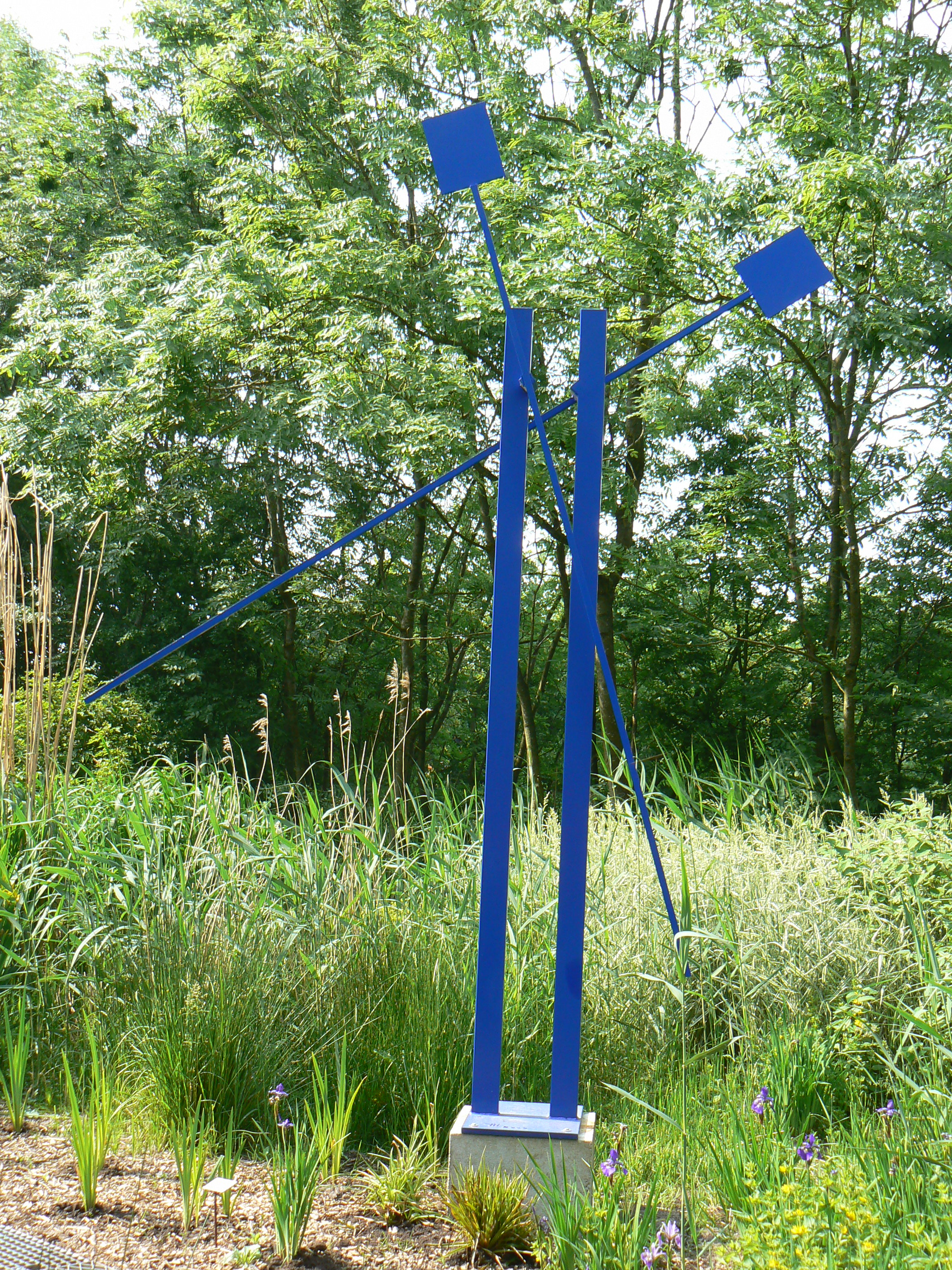
WV 133 van Michael Hischer
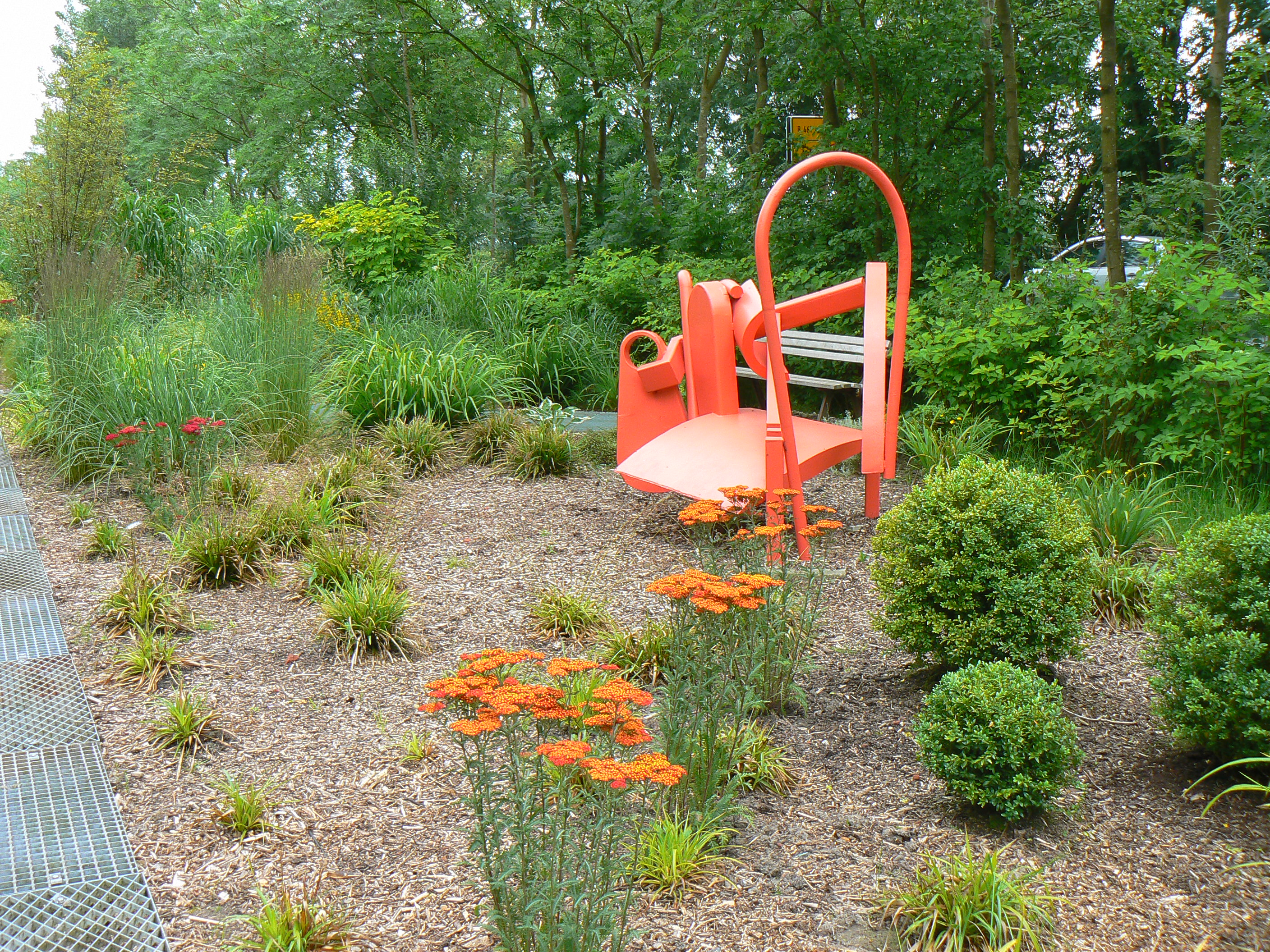
Fruit Loop van David Lee Thompson
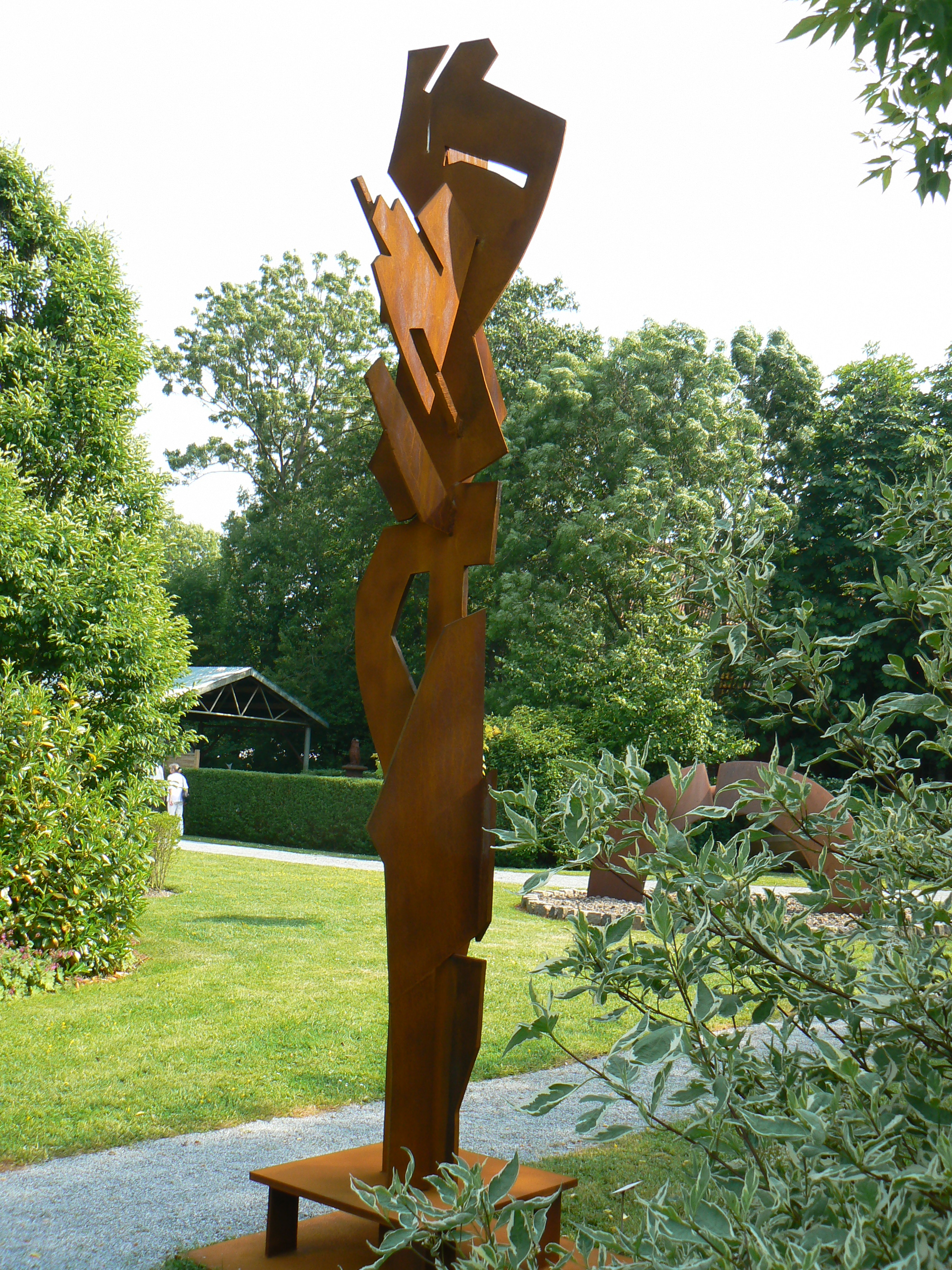
Stehende van Cornelia Weihe